# Burg Poppenburg
Die Poppenburg liegt im niedersächsischen Ort Burgstemmen oberhalb der Leine und an der Bundesstraße 1.
Strategisch beherrschte die Höhenburg im Mittelalter durch ihre Lage auf einer Anhöhe über dem Leineübergang den Verkehr auf dem alten Hellweg zwischen Minden und Hildesheim (Hellweg vor dem Santforde), der im Mittelalter ein wichtiger Handelsweg vom Rheinland nach Mitteldeutschland war. Zeitweise bildete der Fluss Leine die Grenze des Hochstifts Hildesheim zum Bistum Minden und später zum Fürstentum Calenberg. Die Poppenburg gehörte zu den alten Königsburgen, die das Leinetal und damit den Weg zur Stadt Hildesheim und das Gebiet des Hochstifts Hildesheim schützten. Die Brücke bei Poppenburg wurde erstmals am 13. Januar 1251 urkundlich erwähnt. Die Entstehungszeit der Burg ist unbekannt. Sie wurde vom Adelsgeschlecht Poppenburg bewohnt.

## Geschichte
Kaiser Heinrich III. schenkte im Jahr 1049 das Gut (praedium) bei der Bobbenburg, das ihm Herzog Bernhard II. von Sachsen überlassen hatte, dem Bischof Azelin und damit dem Bistum Hildesheim. Die Burg lag damals in der Grafschaft eines Grafen namens Bruno und im Gau Valen. Zwei Jahre später (1051) übertrug Kaiser Heinrich III. dem Bistum Hildesheim die Grafschaftsrechte in sechs Gauen (pagis), darunter auch Valen, und elf öffentlichen Pfarreien (publicis aecclesiarum parochiis). Durch diese Übertragung kam die Burg in den Besitz des Bistums Hildesheim. Das Hildesheimer Necrologium erwähnt beim Tode Heinrichs III.: „Henricus imp. dedit dimidiam partem castelli Poppenburg ad praebendam fratrum“.
Ein nach der Poppenburg benanntes Adelsgeschlecht erscheint ab den 1130er Jahren in den Schriftquellen. Es besaß die Burg offenbar als Lehen des Bischofs von Hildesheim. Nach Übersiedlung eines Zweiges auf die Burg Spiegelberg spätestens im Jahr 1217 kam die Poppenburg 1241 zurück in bischöflichen Besitz und wurde nur noch pfandweise ausgegeben.
Umfangreiche Baumaßnahmen fielen in das 13. Jahrhundert, als das Grafengeschlecht von Poppenburg ausstarb und das Hochstift Hildesheim wieder Besitzer der Poppenburg wurde. Konrad II. von Riesenberg, Bischof von Hildesheim (1221–1246) baute in seiner Amtszeit die Poppenburg als Befestigungsanlage aus und gab sie 1226 Graf Hermann von Wohldenberg zu Lehen. Im Jahr 1241 gelang es dem Bischof, den Spiegelberger Anteil an der Poppenburg zu erwerben; danach setzte er Bodo von Ilten als Vogt für die Verwaltung des bischöflichen Anteils der Burg ein. Der Vogt achtete darauf, dass auf der Leinebrücke keine ungerechten Zölle erhoben und die Wagentransporte der Kaufleute nicht behindert wurden. Konrad II. und später Otto I. von Braunschweig-Lüneburg, Bischof von Hildesheim (1260–1279), residierten in der Mitte des 13. Jahrhunderts häufig auf der Burg und stellten dort Urkunden aus. Konrad II. ließ einen neuen Wohnflügel errichten.
Im 14. Jahrhundert kümmerte sich Otto II. von Woldenberg, Bischof von Hildesheim (1319–1331), um den Schutz der Poppenburg gegen Brandgefahr und ließ das Wohngebäude und den kleinen Turm mit Steinplatten decken. Gerhard von Berg, Bischof von Hildesheim (1365–1398), erbaute nach der Fehde mit Magnus I., Herzog des Herzogtum Braunschweig-Lüneburg von 1345 bis 1369, im Jahr 1367 im Süden der Burganlage den mächtigen wohnturmartigen Palas.
Als Folge der Hildesheimer Stiftsfehde fiel die Poppenburg 1523 an das Fürstentum Calenberg und verlor ihre strategische Bedeutung. Durch den Hildesheimer Hauptrezess von 1643 kam sie mit dem Hauptteil des Großen Stifts wieder zum Hochstift, was umfangreiche Erneuerungsarbeiten an der Burganlage zur Folge hatte. Die Burgkirche wurde rekatholisiert und blieb Pfarrkirche für die umliegenden Dörfer, bis 1971 in Nordstemmen die moderne neue Pfarrkirche St. Michael entstand.
Der Wohnflügel der Burg ist im Gegensatz zum Palas nur zweigeschossig und hat eine schmale Grundform. Die Tonnen- und Kreuzrippengewölbe der Kelleranlage, die unterschiedliche Bauart im Dachstuhl, am Dachgesims und der ehemalige Fachwerkanbau am Treppenturm weisen darauf hin, dass der Wohnflügel in verschiedenen Bauabschnitten entstand. Während der Renovierungs- und Umbaumaßnahmen nach dem Dreißigjährigen Krieg wurde das Gebäude zur jetzigen Einheit zusammengefasst.
Eine Inschrifttafel mit der Jahreszahl 1679 und die barocke Hofeinfahrt mit dem Wappenschild des Kurfürsten Maximilian Heinrich von Bayern (1650 bis 1688) blieben erhalten.

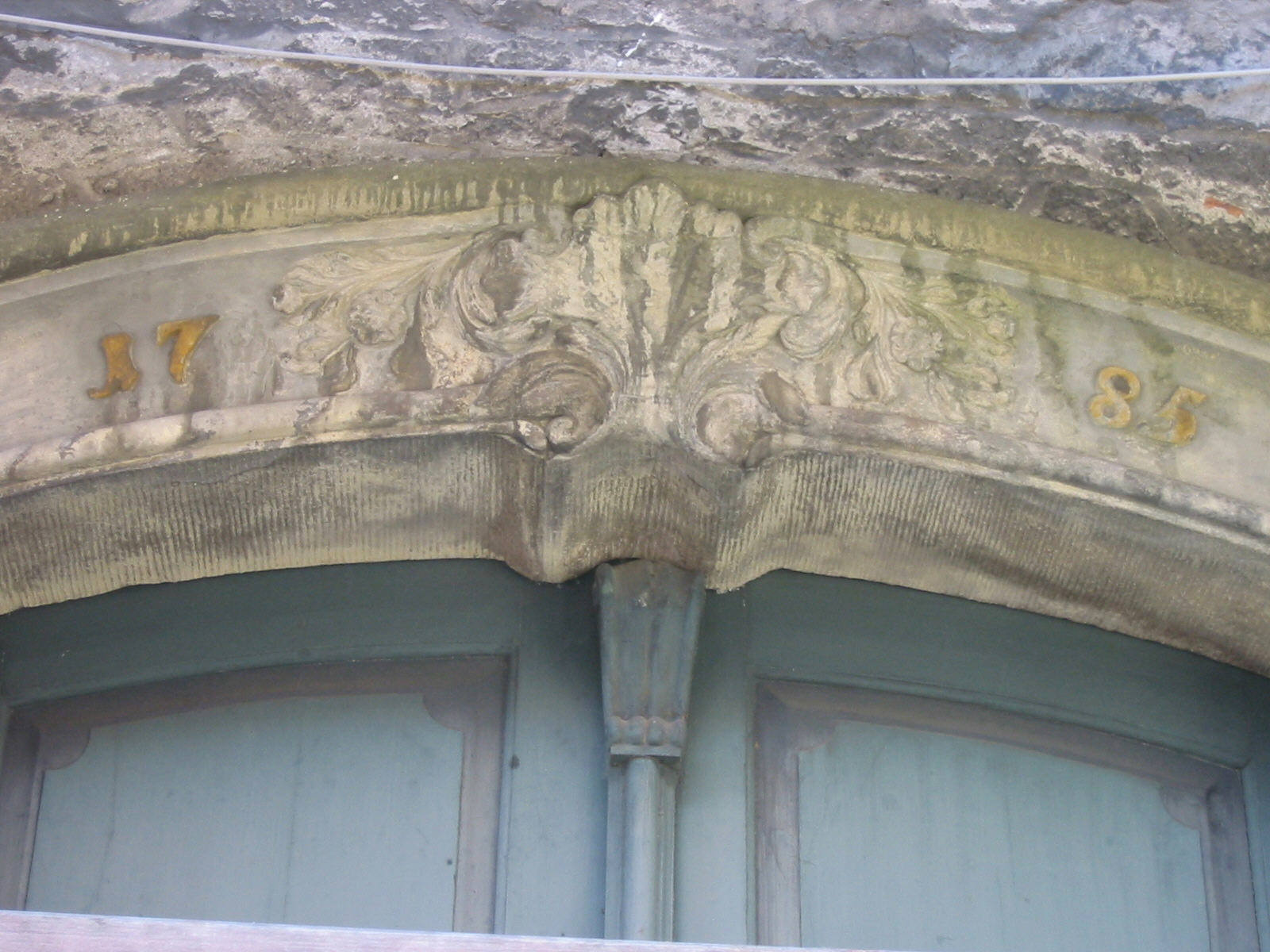
Jahreszahl 1785 über der Kirchentür

Der Grundriss der Burg aus dem Jahr 1774 zeigt trotz Umbauten noch die geschlossene Burganlage mit Mauer und Bergfried. Unter Fürstbischof Friedrich Wilhelm von Westphalen, Bischof von Hildesheim 1763 bis 1789, wurde das Palais, ehemals als Brauhaus genutzt, zur katholischen Kirche umgebaut. Die flachbogigen Türen des Gebäudes tragen die Jahreszahl 1785, die Zeit des Umbaus. Am 6. August 1786 erfolgte die Weihe der nach dem heiligen Josef von Nazaret benannten Kirche. Während der Umbaumaßnahmen unter Fürstbischof Friedrich Wilhelm brach man das südliche Torhaus, den Bergfried und einen Teil der alten Burgmauer ab. Die gewonnenen Bruchsteine benutzte man zum Bau des neuen Brauhauses und der Umfassungsmauer eines neu angelegten Gemüseanbaubetriebes.
Auf den Fundamentresten der abgebrochenen Burgmauer entstand um 1790 ein langgestrecktes Fachwerkhaus. Im Erdgeschoss des südlichen Teils befand sich die Amtsrichterstube und der Gefängnisraum, während das obere Geschoss dem katholischen Pastor als Wohnung zugewiesen wurde. Die in den Burghof hineinragende nördliche Hälfte des Gebäudes wurde für wirtschaftliche Zwecke genutzt.
Der Amtsrat Rudolf Koch ließ 1903 den Wohnflügel mit veränderter Achsrichtung und einem turmartigen Anbau erweitern.
Im Jahr 1964 kauften die Diakonischen Werke Hildesheim den Wohnflügel und das dazugehörige Grundstück mit Burghof und Park. Nach umfangreichen Renovierungen des Wohngebäudes, Abbruch des Fachwerkanbaus und der Fachwerkveranda am Untergeschoss leben hier seit 1967 leicht- bis mittelgradig geistig behinderte Frauen in Hausgemeinschaften.
Seit 2010 gehört die Burgkirche St. Joseph zur katholischen Pfarrgemeinde in Sarstedt.